# Derek Oliver
Derek Oliver, apodado Del Boy (n. 1984), es un jugador de bolos sobre hierba escocés.

## Perfil
Vive en Cockenzie y juega para el East Lothian Indoor Bowls Club y el Cockenzie & Port Seton Bowls Club.

## Carrera de bolos
En 2018 fue seleccionado como parte del equipo escocés para los Juegos de la Mancomunidad 2018 en Gold Coast, Queensland, donde se adjudicó dos medallas de oro en Triples con Darren Burnett y Ronnie Duncan y los Fours con Alex Marshall, Duncan y Paul Foster.
Ganó el Campeonato Nacional de Bolos de Escocia en 2016 y las National Indoor Pairs en 2013.
En 2020 fue seleccionado para el Campeonato Mundial de Bolos al Aire Libre 2020 en Australia.